# Trezza Azzopardi
Pour les articles homonymes, voir Azzopardi.
Trezza Azzopardi est une romancière galloise, née à Cardiff en 1961.

## Biographie
Née d'un père maltais et d'une mère galloise, elle a fait ses études à l'University of East Anglia.
Son premier roman The Hiding Place a été lauréat du Prix Booker en 2000 et nommé pour le  James Tait Black Memorial Prize. Il raconte l'histoire d'une famille maltaise vivant à Cardiff dans les années 1960. Il a été traduit dans 14 langues.
Son deuxième roman, Remember me, est centré sur le personnage de Lilian, septuagénaire sans domicile fixe, qui recherche les effets qui lui ont été volés et explore son passé.
Elle vit à Norwich, à l'est de l'Angleterre.